# 金鑵城遺跡広場
金鑵城遺跡広場（かなつるべじょういせきひろば）は、兵庫県小野市昭和町441-6に所在する金鑵城の城跡を利用した公園。1999年（平成11年）4月に開園した「夢の森公園」内の広場として2000年（平成12年）8月に開設された。なお金鑵城跡は1996年（平成8年）3月1日に小野市指定史跡に指定されている。

## 概要
室町時代に播磨の守護職であった赤松氏の家臣・中村氏が築城した山城である金鑵城跡に造られた公園で、城郭遺跡を中心として広場のほか、ローラーすべり台などの遊具が設置される。観光ボランディアガイド「小野ガイドひまわり」が、無料で当施設のガイドを浄土寺、広渡廃寺跡歴史公園、小野市立好古館とともに行っている。

## 所在地
兵庫県小野市昭和町441-6

## 最寄駅
- JR加古川線河合西駅

## 周辺施設
- 小野子午線公園
- 小野市立河合小学校
- 小野市立河合中学校
- 小野陣屋跡
- 鴨池公園
- 共進牧場
- 広渡廃寺跡歴史公園
- こだまの森
- 浄谷新池公園
- 鍬渓温泉
- 神呪寺
- 浄土寺 - 新西国三十三箇所観音霊場
- 白雲谷温泉ゆぴか
- ひまわりの丘公園
- 平池公園
- ホテルルートイン小野
- 堀井城跡ふれあい公園

## 周辺道路
- 国道175号